# 博讷沃 (加尔省)
博讷沃（法語：Bonnevaux，法語發音：[bɔnvo]）是法国加尔省的一个市镇，属于阿莱斯区。

## 地理
博讷沃（44°22'3"N, 4°1'52"E）面积8.81 平方千米，位于法国奧克西塔尼大區加尔省，该省份为法国南部沿海省份，南端濒地中海，北起顺时针与阿尔代什省、沃克吕兹省、罗讷河口省、埃罗省、阿韦龙省和洛泽尔省接壤。
与博讷沃接壤的市镇（或旧市镇、城区）包括：马尔博斯克、莱旺斯、欧雅克、马隆和埃尔兹、蓬泰尔和布雷西。

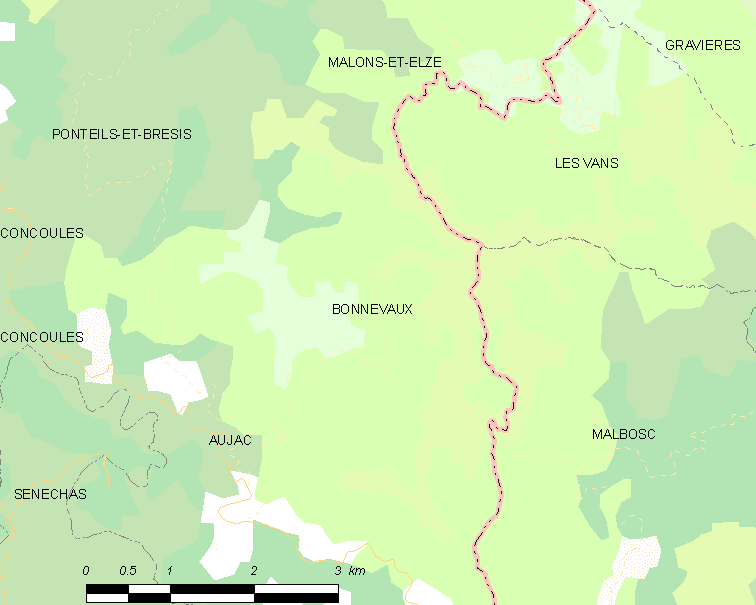
的OSM定位图

博讷沃的时区为UTC+01:00、UTC+02:00（夏令时）。

## 行政
博讷沃的邮政编码为30450，INSEE市镇编码为30044。

## 政治
博讷沃所属的省级选区为拉格朗孔布县。

## 人口

1962-2008年间人口变化图示

博讷沃于2022年1月1日时的人口数量为77人。